# Joseph Crocé-Spinelli

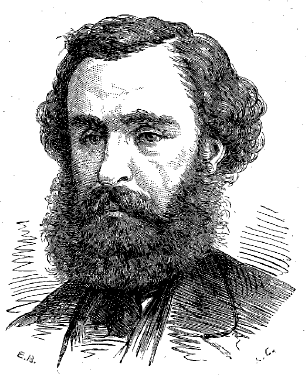
Joseph Crocé-Spinelli

Joseph Crocé-Spinelli (* 10. Juli 1845 in Monbazillac; † 15. April 1875 bei Ciron) war ein französischer Erfinder und Ballonpionier.

## Leben

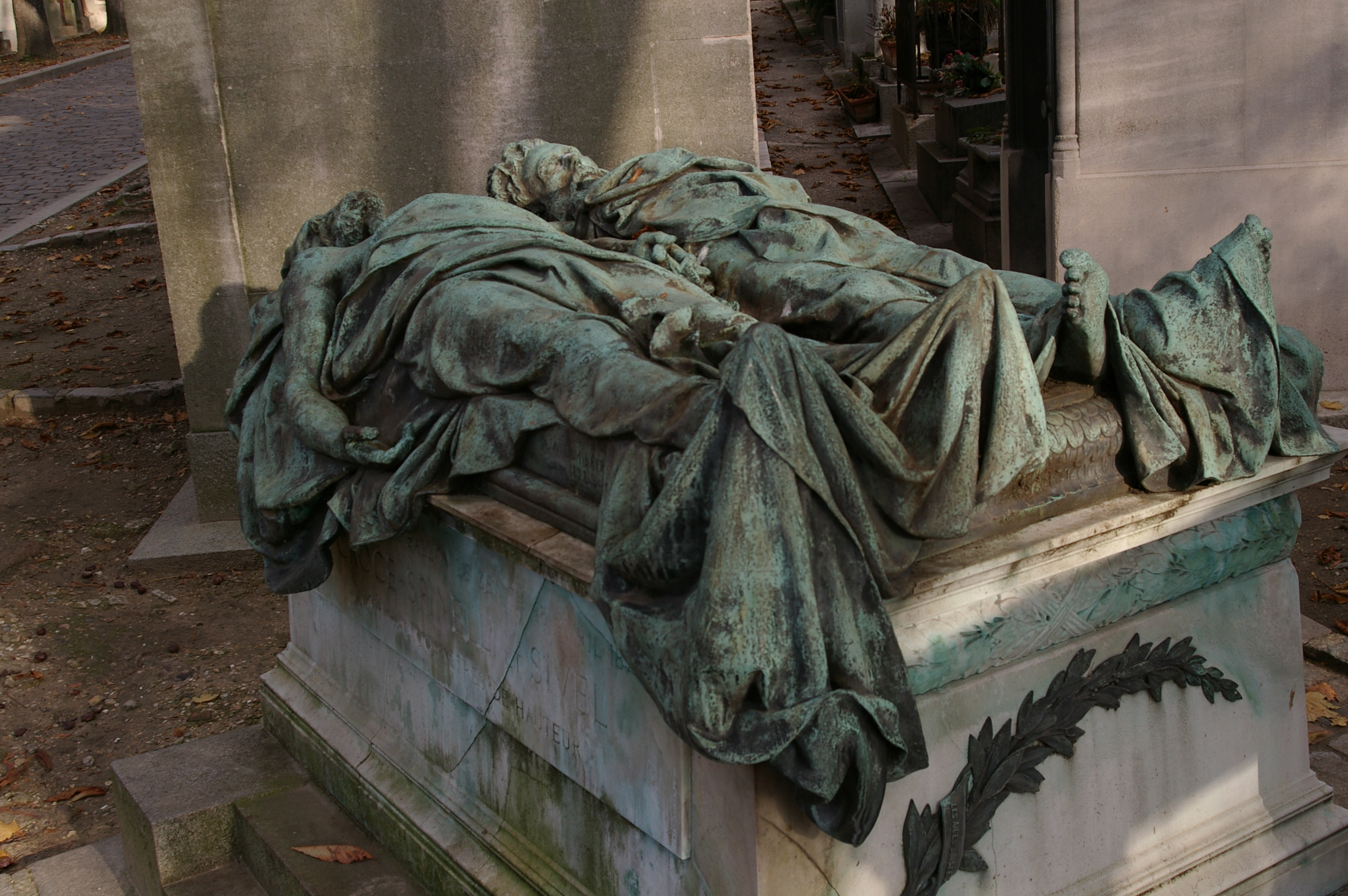
Grab Crocé-Spinellis und Sivels auf dem Friedhof Père-Lachaise in Paris

Der Cousin des Komponisten Bernard Crocé-Spinelli diente während des Deutsch-Französischen Krieges im 221. Bataillon. Nach dem Krieg betätigte er sich als Erfinder und entwickelte u. a. ein Wasserfahrrad und einen elektrischen Rollstuhl, bevor er sich der Ballonfahrt zuwandte.
Um die physikalische und chemische Beschaffenheit der Atmosphäre zu erforschen, absolvierte Crocé-Spinelli insgesamt vier Aufstiege in große Höhen. Bei seinem ersten Aufstieg mit Alphonse Pénaud 1873, der dem Test von Beobachtungsmethoden und Instrumenten diente, erreichte er eine Höhe von 4.300 Metern. Im Folgejahr erreichte er bei seinem ersten Aufstieg mit Théodore Sivel eine Höhe von 7.300 Metern, wobei zur Atmung reiner Sauerstoff und ein Stickstoff-Sauerstoff-Gemisch eingesetzt wurden. Sie maßen bei dieser Fahrt eine Lufttemperatur von −24 °C und beobachteten körperliche Reaktionen auf die dünne Atmosphäre wie einen stark erhöhten Puls und Verfärbungen von Gesicht und Schleimhäuten.
1875 folgten zwei Aufstiege mit dem 3.000 m³ großen Ballon Zenith, an denen neben Crocé-Spinelli und Sivel auch der Wissenschaftler und Luftfahrtpionier Gaston Tissandier teilnahm. Beim zweiten Aufstieg am 15. April 1875 erreichten sie die damals unerhörte Höhe von 8.600 Metern. Hier erlitten Crocé-Spinelli und Sivel eine Asphyxie, und auch Tissandier verlor das Bewusstsein. Als er in 6.000 Metern Höhe wieder erwachte, fand er beide reglos vor und stellte nach der Landung bei Ciron im Département Indre ihren Tod fest.
Eine öffentliche Subskription zu Gunsten der Familien von Crocé-Spinelli und Sivel erbrachte einen Betrag von mehr als 90.000 Francs. Beide wurden unter großer öffentlicher Anteilnahme gemeinsam auf dem Friedhof Père-Lachaise unter einer Skulptur von Alphonse Dumilatre beigesetzt.
| Personendaten    | Personendaten               |
| ---------------- | --------------------------- |
| NAME             | Crocé-Spinelli, Joseph      |
| KURZBESCHREIBUNG | französischer Ballonpionier |
| GEBURTSDATUM     | 10. Juli 1845               |
| GEBURTSORT       | Monbazillac                 |
| STERBEDATUM      | 15. April 1875              |
| STERBEORT        | bei Ciron                   |